# 複合弓

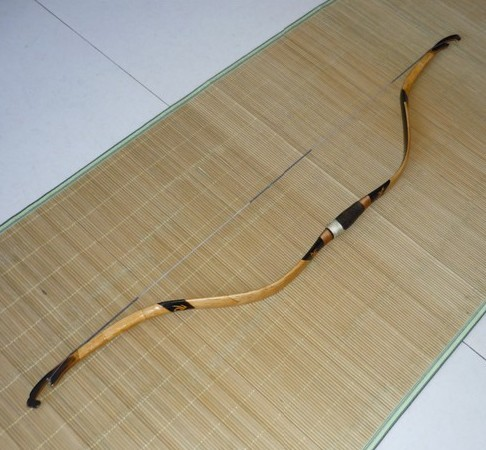
明代開元弓的複製品。

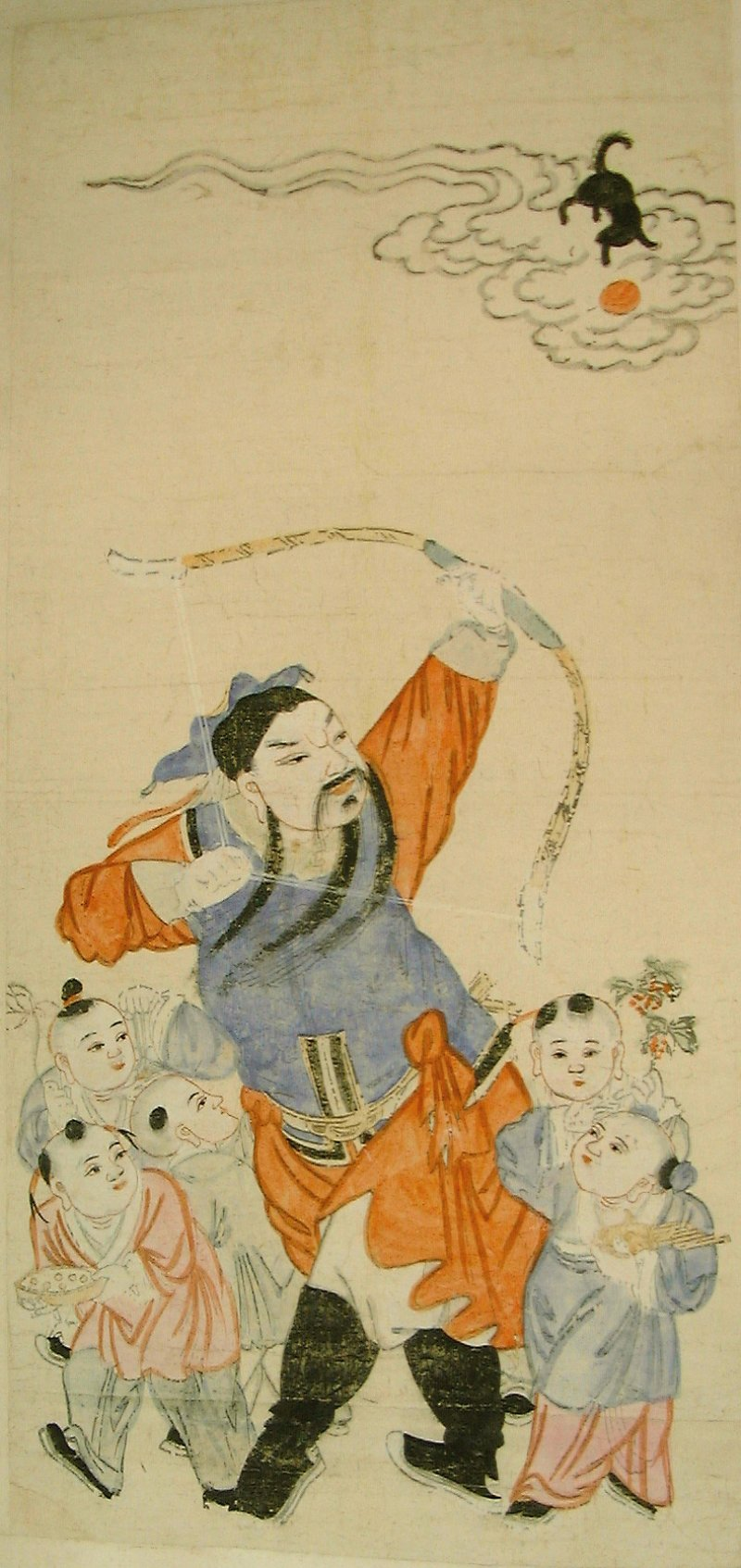
傳說張仙以彈弓射天狗

複合弓（英語：composite bow），又稱作角弓，是使用复合材料制造的弓，由干（竹木材）、角及腱三部分組成，並以動物膠及絲線黏合加固。未上弦線的複合弓向外彎曲，弓背（面向目標的一面）為木製。弓背亦包括三部分：一對弓臂及一個弓弝。木製部分大多採用槭樹（楓樹）、山茱萸或桑樹，或同時採用多種木材。
弓臂內側（面向射手的一面）為角製。角被來加強弓臂部分。游牧民族會選用水牛角或野山羊角。因為水牛的角相對於其他動物的角比較有彈性，而且較長，所以兩者以水牛角最受游牧民族歡迎。
動物的腿後腱（來自牛、鹿等）黏在弓臂外側。原因是腱像橡皮圈，經拉扯後能夠迅速地回到本來位置，加快箭的飛行速度。
一對木製弓臂的末端裝有弓弰(/)。大部分史家認為這是匈奴人的發明。弓弰增強弓的蓄能及減低需要拉弦的力，使經複合弓發射的箭有更強的殺傷力。

## 結構

### 弓弦
游牧民族利用動物的腱、馬鬃、或葡萄藤製造弦線。斯基泰人甚至曾用牛腸製造弦線。至於土耳其人，他們以採用蠶絲製的弦線而聞名。

### 箭
複合弓的箭鏃大部分有針，有別於歐洲流行的有套箭鏃。解釋眾說紛紜，有史家指出這是為了自衛。
假如箭鏃只是插入箭桿，將會減低箭桿吸收衝擊力的能力且容易折斷，騎弓手便能以此防止對手使用自己的箭反擊。不過，大草原缺乏適合製作箭桿的材料，游牧民族不大可能為了自衛而大量浪費箭。
比較合理的解釋是這種箭鏃的製造方法不但簡單，所需時間也較短，有利於人力物力不多的游牧民族。
箭桿通常用蘆葦稈或竹製成，亦有白樺木及山茱萸的木製箭桿。箭羽則採水鳥的羽毛製造，例如鵝、鴨的羽毛都是上佳的材料。箭桿有二至四片箭羽，令箭飛行時更穩定。

### 拉弦工具
騎弓手都會戴上扳指，防止拇指被弦線割傷。中緯度草原的游牧民族用皮、骨、角、金屬或石製造扳指。為了加快射箭的速度，扳指的內側通常有槽或凹處用來扣著弦線。

### 弓袋及箭箙
斯基泰的騎弓手會將弓袋與箭箙結合，這種袋名叫gorytos。Gorytos的前側有一個袋，專門用來放箭。斯基泰的騎弓手用鉤將gorytos吊在腰帶上。早期的薩爾馬提亞人都是採用這種設計。
由於後來的弓愈來愈長，gorytos不能負荷，匈奴人、亞瓦爾人、土耳其人及蒙古的騎弓手分開弓袋與箭箙。他們通常將弓袋置左，箭箙置右。騎弓手放置弓袋與箭箙的方式有兩種。一是把弓袋與箭箙吊在腰帶上，二是把弓袋與箭箙用帶掛在肩上。

## 歷史
斯基泰人及薩爾馬提亞人所使用的弓比較短，長度約八十厘米以下。隨著時間的推進，弓的長度有所增加。
根據商代的甲骨文，推測已經出現反曲式的複合弓。
東周時期的《考工記》記載了複合弓的數種材料，包含干（竹木材）、角（動物角）、筋（動物肌腱）、膠（動物膠）、絲（絲線）、漆，以木材或竹材多層疊合製作弓臂骨幹，薄片狀的動物角貼於弓臂內側，筋貼於弓臂外側，並以膠將所有材料黏合，以絲線纏繞固定，最後上漆。《左傳》記載複合弓射出的箭能射穿七層甲革。
匈奴人的弓又名匈奴弓，長度超過一百二十厘米。考古學家認為匈奴人最先使用弓弰，因此匈奴弓的威力更強。匈奴弓的上弓臂及下弓臂長短不一，上弓臂比下弓臂長。目的是方便騎射。
亞瓦爾人的弓上承匈奴弓，長度沒有太大改變。可是，弓弰的角度及形狀跟匈奴弓的弓弰不同。蒙古人所使用的弓跟亞瓦爾人的弓差不多。兩者的分別在於弓弰的角度。當弓未被上弦線時，後者的弓弰向內彎曲三十度，而前者的弓弰則更向內彎曲達六十度。蒙古騎弓手會配備短程射擊和長程射擊兩種複合弓。